# 土瓦縣
土瓦縣為緬甸德林達依省轄下的縣，其區域面積為13,792.0平方公里，2014年人口493,576人。該縣下辖4個鎮區。土瓦為該縣之首府。

## 行政区划
土瓦县下辖4镇区：
- 土瓦鎮區（Dawei Township）
- 浪弄鎮區（Launglon Township）
- 德耶羌鎮區（Thayetchaung Township）
- 耶漂鎮區（Yebyu Township）